# Sadajuki Mikami

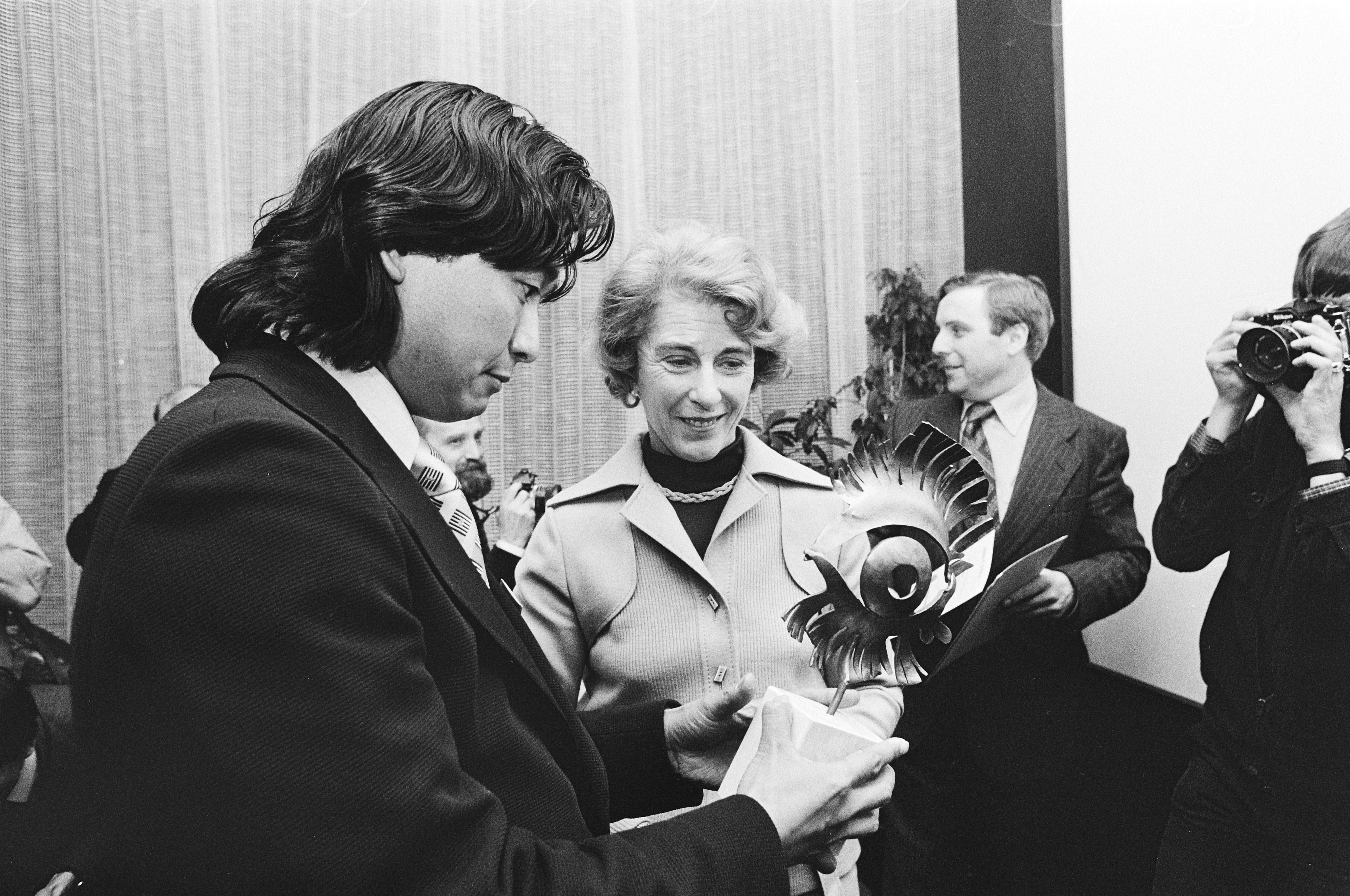
Fotograf a nizozemská ministryně Til Gardeniers-Berendsen při slavnostním předávání ceny WPP

Sadajuki Mikami (japonsky 三上 貞行, Mikami Sadajuki; * 1949, Aomori) je japonský fotograf. Získal ocenění World Press Photo 1978.

## Životopis
Jeho kariéra začala v roce 1969, kdy nastoupil do tiskové agentury Tokyo Photo jako asistent v temné komoře. V roce 1975 začal pracovat jako fotograf a během své kariéry poskytoval služby na několika důležitých asijských událostech, jako je protest na náměstí Nebeského klidu nebo povstání v Kwangdžu v Jižní Koreji.
Mikami také fotografoval olympiádu v Sapporu, Los Angeles a Soulu a tři summity G7 v Tokiu, Benátkách a Birminghamu. V roce 1992 se stal editorem časopisu Tokyo Photo.
V roce 1978 získal ocenění World Press Photo za fotografii, na které se po letech protestů proti výstavbě letiště Narita nedaleko Tokia, které bylo připraveno k zahájení provozu dne 26. března 1978 vypukly vážné střety mezi demonstranty a jednotkou pořádkové policie.